# Canaule
Die Canaule ist ein Fluss in Frankreich, der im Département Lot-et-Garonne in der Region Nouvelle-Aquitaine verläuft. Sie entspringt im nördlichen Gemeindegebiet von Tombebœuf, entwässert generell Richtung Südwest bis West und mündet nach rund 24 Kilometern an der Gemeindegrenze von Longueville und Birac-sur-Trec als linker Nebenfluss in den Trec de la Greffière.

## Orte am Fluss
(Reihenfolge in Fließrichtung)
- Labretonie
- Agmé
- Gontaud-de-Nogaret